# Götlunda kyrka, Närke
Götlunda kyrka är en kyrkobyggnad från 1740-talet som tillhör Arbogabygdens församling i Västerås stift. Den ligger i tätorten Götlunda mellan Örebro och Arboga och är sockenkyrka i Götlunda socken.

## Kyrkans historia

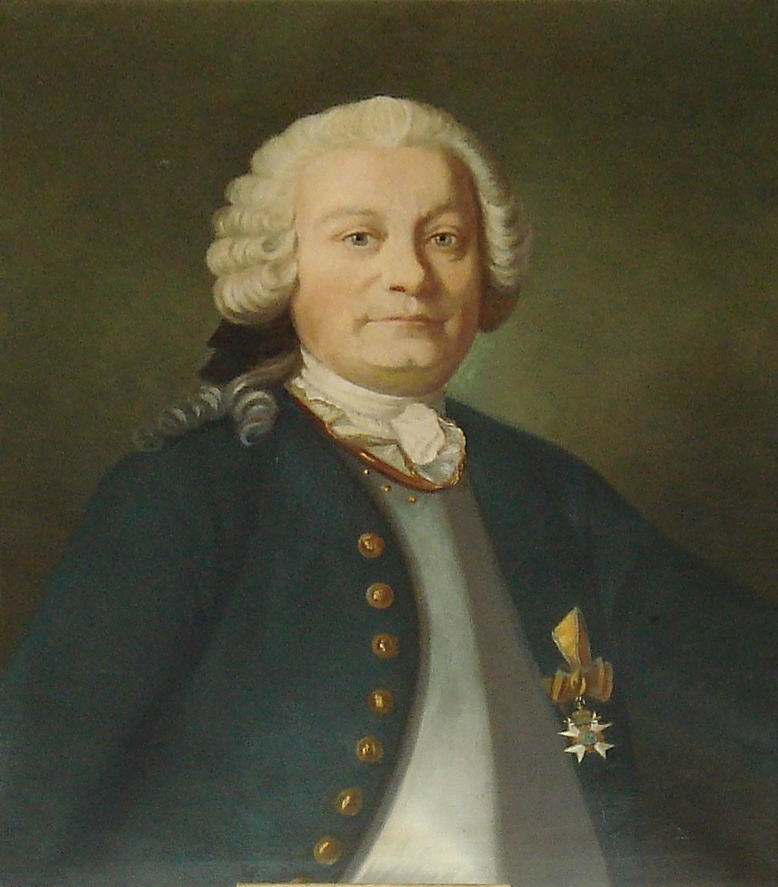
Porträttet av Jacob Danckwardt-Lillieström som hänger i kyrkan.

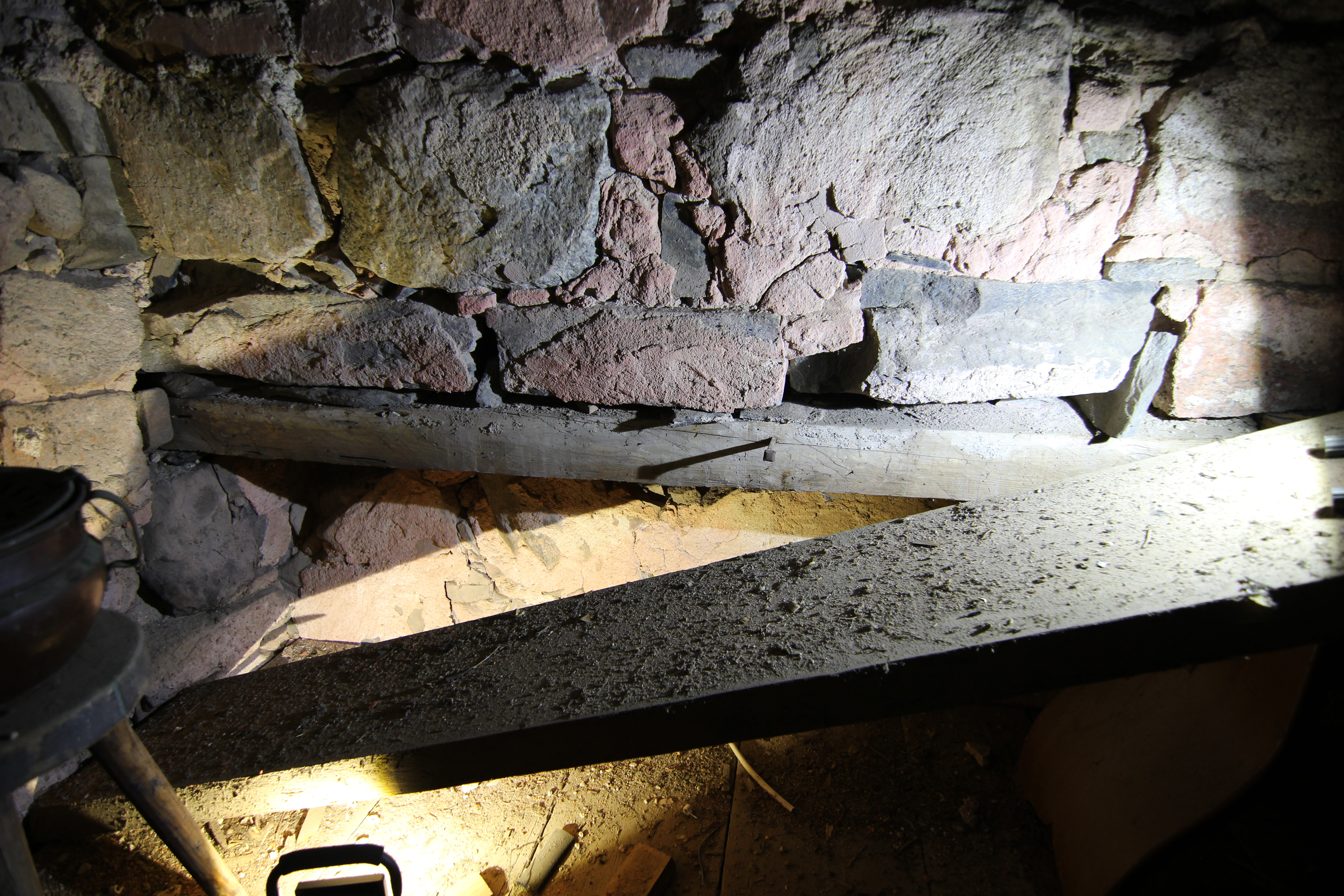
Medeltida bjälke i tornet. I bjälken sitter en spik som kan vara från 1400-talet.

Götlunda kyrka härrör i sin nuvarande form från mitten av 1700-talet. På platsen låg innan dess en medeltida kyrka från 1400-talet. Med tiden blev dock denna för liten för församlingen och ansågs också vara mörk och ålderdomlig. 1741 beslutade man sig därför för en omfattande restaurering, men man övergav snart denna plan och bestämde sig istället för att bygga en i princip helt ny kyrka i modern barockstil. Av medeltidskyrkan bevarades endast nedre delen av tornet och västra delen av långhusväggarna till höjden av fönstrens nederkant.  I tornet, några trappor upp, finns två bjälkar, troligen senmedeltida, inmurade i västra och östra väggen. De bildar upplag till tornets kraftigare murverk uppåt. Den östra är brandskadad, kanske från något av de blixtnedslag som omnämns 1766 och 1844. I den västra sitter en spik som kan dateras till omkring 1400-tal. Långhuset behöll sin ursprungliga bredd, så plats skapades istället genom att man lade till korsarmar i norr och söder och förlängde koret österut. 
Utvändigt var kyrkan färdigbyggd 1744 men arbetena på interiören varade till 1747 och kyrkan kunde slutligen återinvigas den 30 augusti 1747. Ryttmästaren Jakob Danckwardt-Lillieström, herre till Frötunda, Kåsäter och Sickelsjö, hade stått för merparten av kostnaderna och av denna anledning hänger än idag hans porträtt i kyrkan. Släkten Danckwardt-Lillieströms familjegrav placerades i en krypta under koret. Ursprungligen fanns en ingång till denna utvändigt på östra sidan av kyrkan, men denna murades igen 1897 och i dess ställe sattes en kalkstenshäll upp. 
Mellan 1896 och 1897 ägde en omfattande restaurering av kyrkan rum. Ursprungligen hade kyrkan varit vitmålad invändigt men nu försågs tak och väggar med dekorativa oljemålningar utförda av Edvard Bergh. Läktarna som fanns i södra och norra korsarmarna revs och orgeln flyttades till en läktare i väster från sin dåvarande plats ovanför altaruppsatsen.

## Inventarier
Av altaruppsatsen härstammar det mesta från restaureringen 1897. Ett undantag är altartavlan, som målades redan 1773 av hovmålaren Lars Bolander. Kyrkans predikstol i rokokostil tillverkades 1764 och målades om i slutet av 1800-talet. Predikstolen restaurerades därefter 1974 av restaureraren och dekorationsmålaren Robert Verlage, bland annat genom ny ådringsmålning och förgyllning med bladguld.
Dopfunten i kalksten tillverkades 1661 och bekostades samt invigdes av den då nyligen tillträdde kyrkoherden i Götlunda; Samuel Davidis Hallman (1633-1709). Ett epitafium över Samuel Hallman och hans hustru Brita Olsdotter hänger på korets södra vägg. 
I norra korsarmen hänger en intressant oljemålning från 1640-talet som målades av den holländske konstnären Adam Horislamb. Den föreställer de fem platonska kropparna samt en jordglob vilandes på ett fundament. Mot var och en av dessa kroppar vilar en bokstav ur gudsnamnet IEHOVA och ovanför dessa bildar namnet IESUS CHRISTUS ett kors som kröns av akronymen INRI. I södra korsarmen hänger en vapensköld tillhörande Claes Danckwardt-Lillieström (1613-1681). Denne hade bl.a. varit landshövding i Malmöhus län och begravdes i kyrkan 1689.

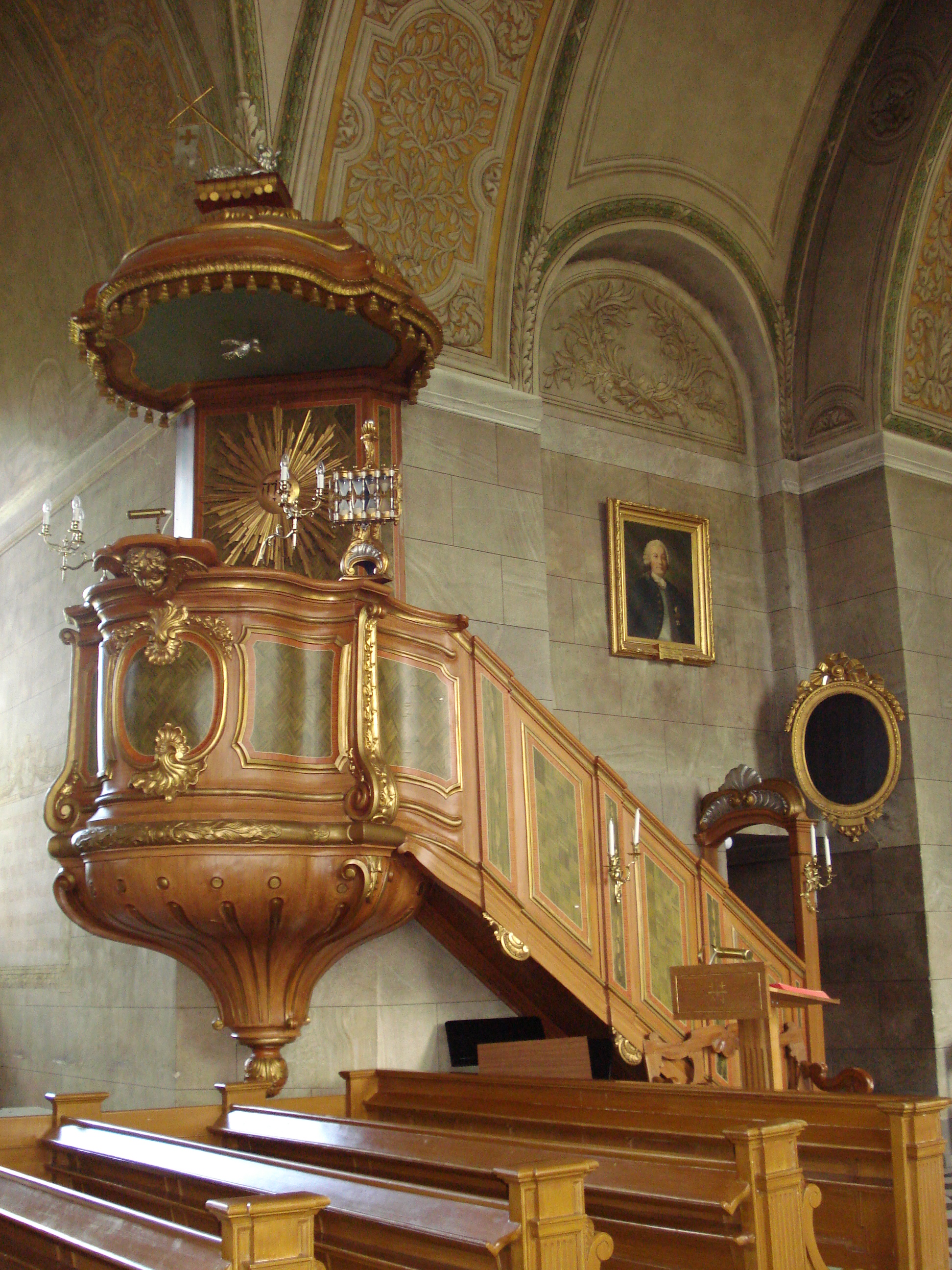
Predikstolen
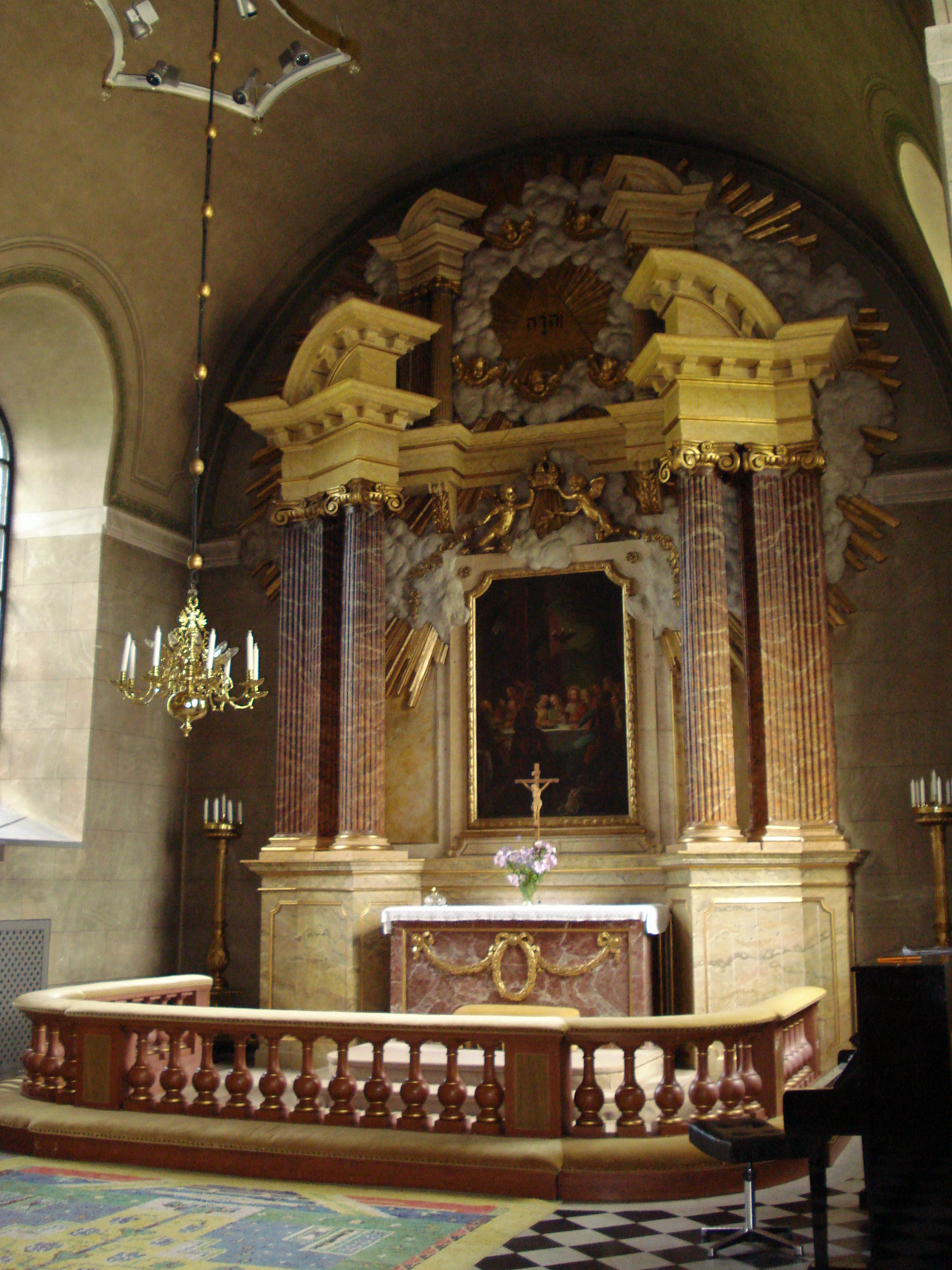
Altaret
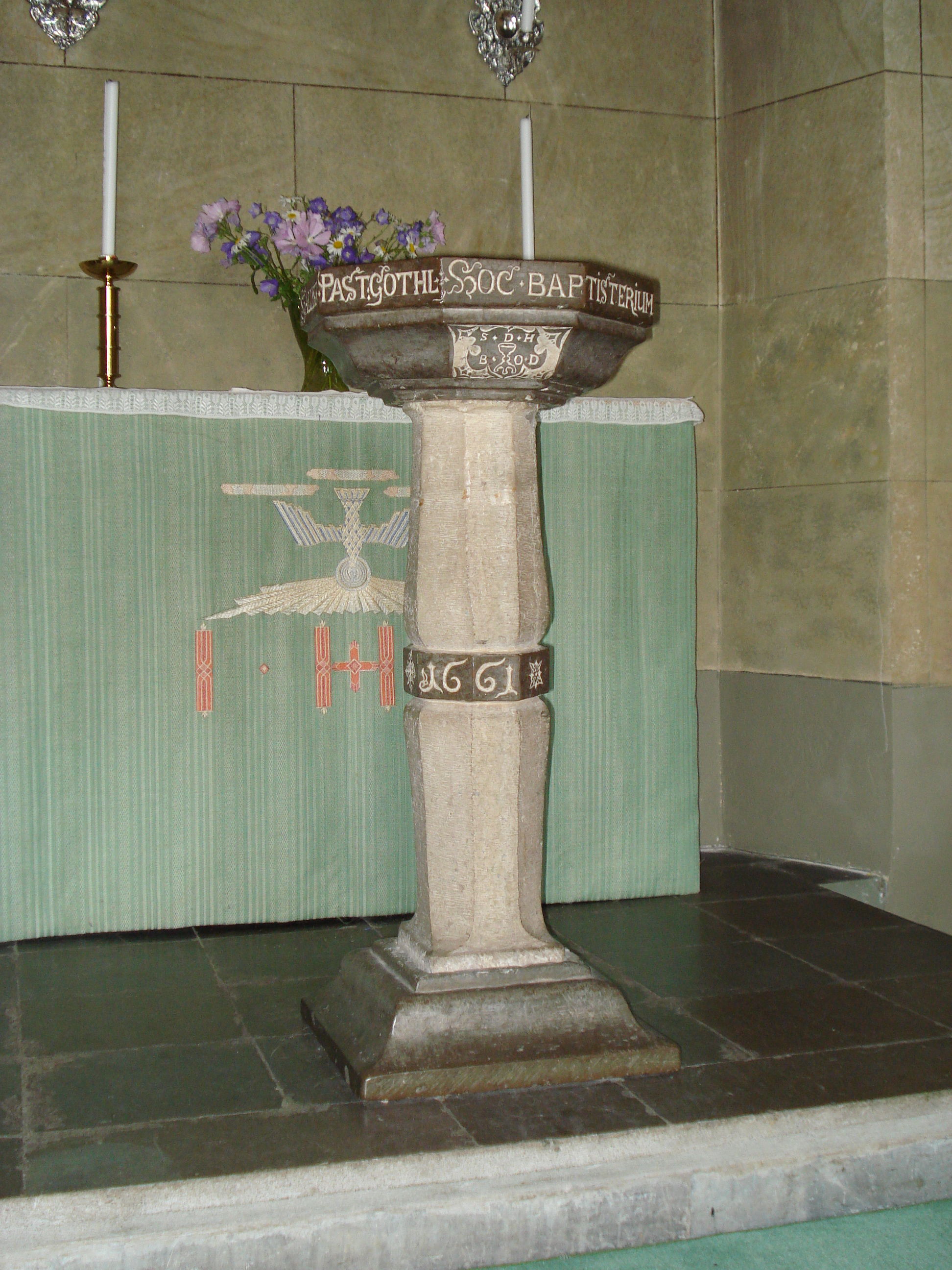
Dopfunten
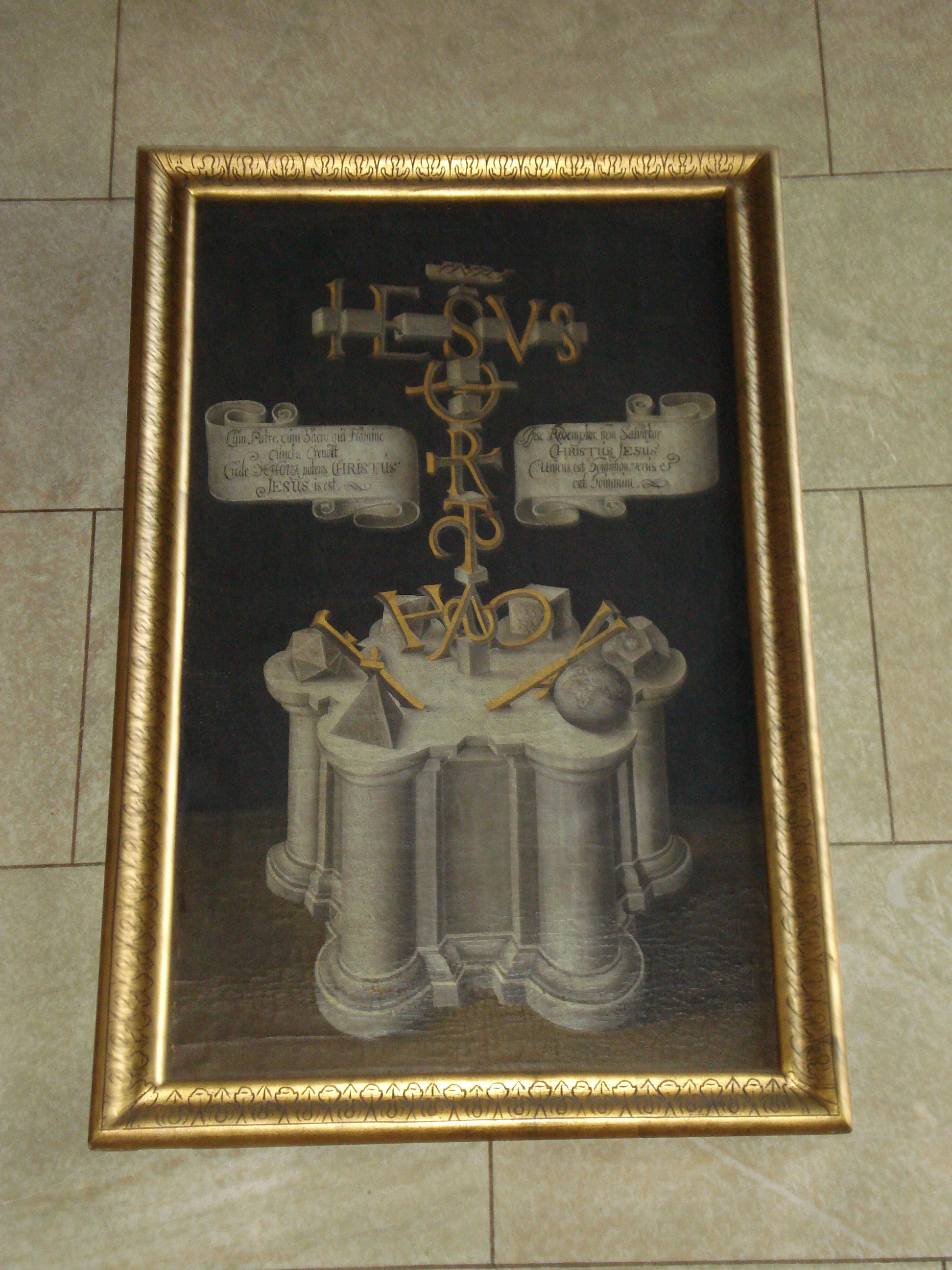
Målning av Adam Horislamb

### Orgel
- 1782 byggde Pehr Schiörlin, Linköping en orgel med 10 stämmor.
- 1890 byggde E A Setterquist & Son, Örebro, en orgel med 11 stämmor fördelade på två manualer och särskild pedal. Den var en gåva där pengarna till den skänkts av hemmansägaren i Racksätter i Arboga kommun, Lars Erik Ersson och dennes hustru Katarina Kristina Jansdotter.[2] Den blev besiktigad 29 november 1890 av examinerade organisten och klockaren Konrad Lundberg i Örebro. Orgeln invigdes 7 december 1890 av kontraktsprost Johan Wahlfisk.[3] Orgeln flyttades 1897 från östra läktaren till västra.
- Den nuvarande orgeln byggdes 1948 av Olof Hammarberg, Göteborg. Orgeln är pneumatisk. Den har även fria och fasta kombinationer, automatisk pedalväxling och registersvällare. Fasaden är från 1782 års orgel.

| Huvudverk I   | Svällverk II      | Pedal       | Koppel   |
| Borduna 16´   | Rörflöjt 8´       | Subbas 16´  | I/P      |
| Principal 8´  | Salicional 8´     | Oktava 8´   | II/P     |
| Gedakt 8´     | Principal 4´      | Koralbas 4´ | II/I     |
| Oktava 4'     | Gemshorn 4'       | Basun 16'   | II 16'/I |
| Flöjt 4'      | Nasard 2 2⁄3'     |             | II 4'/I  |
| Oktava 2'     | Flöjt 2'          |             |          |
| Mixtur 3 chor | Ters 1 3⁄5'       |             |          |
| Trumpet 8'    | Oktava 1'         |             |          |
|               | Krumhorn 8'       |             |          |
|               | Crescendosvällare |             |          |